# Яцько Білоус
Яцько Білоус (*сер. XVI ст.) — український козацький ватажок 1540—1550-х років.

## Життєпис
Походив з української шляхти з Брацлавщини. Був нащадком Петра Білоусовського. Втім, про батьків немає відомостей. Відомий як Білоус. Очолював козацькі загони, що протистояли татарським, нападав на кордони українських земель у складі Великого князівства Литовського.
У середині 40-х років XVII ст. близько 800 козаків під проводом Яцька Білоуса, Андруша, Лесуна громили татарські улуси в степу південніше Брацлава. Цю згадку в хроніках вважають фактом тривалої боротьби Білоуса з ворогом із захисту кордонів Брацлавщини. Згадується також як Яцько Білоус з Переяслава, тому можливо в середині 1550-х років перебрався в це місто.